# 王國之心II
《王國之心II》，是史克威尔艾尼克斯於2005年12月22日發售的PlayStation 2遊戲。王國之心系列的第3作。
本作與王國之心系列其他作品一樣，結合了迪士尼與最终幻想系列的人物。主題歌再次採用宇多田光作詞、作曲及主唱的歌曲「Passion」，而英語版亦是由宇多田光唱作的「Sanctuary」。而限製版《Kingdom Hearts Trinity Master Pieces》亦同時發售，收錄了王國之心系列的3款作品。
本作的PS2版本全球銷量達433萬份，北美賣出220萬份，歐洲亦有58萬的銷量。遊戲發售前獲得「9th CESA Game Awards Future」優秀獎。亦在「Fami通 Awards 2005」獲得大獎，負責導演的野村也獲得最優秀創作者獎。

## 故事
住在“黃昏之鎮”（Twilight Town）的少年洛克薩斯（Roxas），與朋友海涅（Hayner），平茨（Pence），奧萊特（Olette）一起快樂地度過著剩得不多的暑假。但是，最近他常常夢見一個從未見過的少年索拉，而在街又看到一些他人看不見的怪異現象。經過幾番追查，洛克薩斯恢復記憶，發現自己其實活在電腦的虛擬世界中，目的是要令沉睡中的索拉（Sora）甦醒，最後他遇見了索拉，而他的暑假宣告結束了……
索拉、唐老鴨與高飛從沉眠中醒後發現自己在黃昏之鎮，在探索街道之際遇見了國王陛下。國王陛下叫他們先乘坐火車離開，於是他們只好依照國王陛下的命令乘坐火車，好不容易去到不思議之塔。在那裡索拉與國王陛下的老師伊恩·西德（Yen Sid）見面，伊恩·西德告知他們世界起了轉變，有一班自稱XIII機關的人帶領被稱為無形者（Nobody）的怪物在暗中活動（XIII機關的人是能維持人型的無形者）。為了拯救各個世界，伊恩·西德給索拉新的力量，並命令藍天、翡翠以及花拉三位仙子替索拉換新的裝備，再次在各個世界冒險。

## 王國之心II FINAL MIX+
以英語語音的美版作為基礎，新加入各種各樣的新要素。製作人員本來表明沒有製作FINAL MIX的打算，但因為負責《武藏傳》的小組自願幫手製作《王國之心 Re:記憶之鍊》，在2006年9月史克威尔艾尼克斯宣佈開發《王國之心II FINAL MIX+》。
《王國之心II FINAL MIX+》是由《王國之心II FINAL MIX》與在GBA發售的《王國之心 記憶之鍊》3D重製版《王國之心 Re:記憶之鍊》2DVD組成，所以特別稱為《王國之心II FINAL MIX+》。在《Re:記憶之鍊》中，亦加入了一部分的日語語音。

## 登場世界
- 黃昏鎮（Twilight Town）
- 虛空城/光輝庭院（Hollow Bastion/The Radiant Garden）

- 奧林帕斯競技場（Olympus Coliseum）（作品:大力士）
- 阿格拉巴（Agrabah）（作品:阿拉丁）
- 皇家港口（Port Royal）（作品:神鬼奇航：鬼盜船魔咒）
- 百畝森林（Hundred Acre Wood）（作品:小熊维尼歷險記）
- 榮耀大地（Pride Lands）（作品:獅子王）
- 亞特蘭提卡（Atlantica）（作品:小美人魚）
- 迪士尼城堡（Disney Castle）
- 静流河（Timeless River）（作品:汽船威利号）
- 萬聖節鬼鎮（Halloween Town）（作品:聖誕夜驚魂）
- 瘋狂空間（Space Paranoids）（作品:電子世界爭霸戰）
- 不存在的世界（The World That Never Was）

## 相關產品
- 《王國之心系列 究極攻略α　~Introduction of KINGDOM HEARTS II~》 ISBN 4-7575-1597-9
- 《王國之心II 究極攻略》 ISBN 4-7575-1621-5
- 小說《王國之心II》（著：、畫：天野 白(天野シロ)）（預定全4卷）
  - Vol.1 Roxas -Seven days- ISBN 4-7575-1679-7
  - Vol.2 The Destruction of Hollow Bastion ISBN 4-7575-1715-7
  - Vol.3 Tears of Nobody ISBN 4-7575-1792-0
- 漫畫《王國之心II》（天野 白、月刊少年GanGan連載）（2006年6月號~）
  - 1卷 ISBN 4-7575-1832-3